# Jobojtanya
Jobojtanya (románul: Porumbenii) település Romániában, Erdélyben, Beszterce-Naszód megyében.

## Fekvése
Mezőszilvás mellett fekvő település.

## Története
Jobojtanya korábban Mezőszilvás része volt.
1910-ben 108 lakosánól 107 román, 1 magyar volt. 1956-ban 102 lakosa volt.
1966-ban 89, 1977-ben 65, 1992-ben 17, a 2002-es népszámláláskor pedig 13 román lakost számoltak össze a településen.